# Carillon (Elgar)
Carillon è una recita teatrale con accompagnamento orchestrale scritto nel 1914 dal compositore inglese Edward Elgar col numero di Op. 75. Le parole francesi sono del poeta belga Émile Cammaerts.

## Storia
Carillon fu eseguita per la prima volta alla Queen's Hall di Londra il 7 dicembre 1914, con la partecipazione come voce narrante della moglie di Cammaerts Tita Brand e l'orchestra diretta dal compositore.
Il lavoro fu eseguito dopo poco, nel gennaio 1915, al London Coliseum con Henry Ainley e a Harrogate il 28 agosto 1915, con il soprano Julian Clifford e una banda militare. L'arrangiamento della banda era di Percy Fletcher.
Il 15 agosto 1918, Carillon e Le drapeau belge furono eseguiti con successo in un popolare concerto a Prospect Park, a Brooklyn, recitato dall'artista drammatico belga Carlo Liten.
La storia registra i motivi per cui la Germania invase e occupò il Belgio "neutrale" nell'agosto del 1914 e gli eventi orribili che seguirono quando il Belgio oppose resistenza armata: città e persone furono distrutte e il paese fu quasi completamente raso al suolo. Re Alberto e il suo esercito resistettero ma furono rapidamente costretti a tornare nelle Fiandre Occidentali sulla parte fiamminga del paese. Ci fu molta simpatia nazionale: a Londra, a Natale, un'antologia patriottica chiamata King Albert's Book ("Un omaggio al re belga e alle persone dagli uomini e donne rappresentativi di tutto il mondo") fu organizzata da Hall Caine con contributi di artisti di spicco, scrittori e musicisti. A Elgar fu chiesto di contribuire e ricordò di aver letto sull'Observer una poesia di Émile Cammaerts. Cammaerts era sposato con Tita Brand, la figlia della cantante Marie Brema che aveva cantato nella prima rappresentazione del Sogno di Geronte di Elgar, ed Elgar ebbe la sua immediata approvazione per l'uso della poesia.
L'amica e sincera biografa di Elgar, Rosa Burley, ricordava:
Elgar seguì il consiglio di Miss Burley e adattò la poesia come narrazioni e recitativi intervallati da intermezzi orchestrali.
Miss Burley era presente alla première di Tita Brand alla Queen's Hall e raccontò come si dovette organizzare affinché il suo stato fosse nascosto al pubblico:
La versione per voce con accompagnamento di pianoforte è stata pubblicata, con le sole parole francesi, nel King Albert's Book.

## Analisi musicale
Una caratteristica ovvia della musica è la scala discendente di quattro note nel basso (si bemolle, la, sol, fa), che è un accompagnamento ripetuto (ostinato) lungo l'intera introduzione prima che vengano recitate le prime parole. L'opera è scritta in un metro triplo. La melodia di apertura è sicura e simile al valzer e gli accenti del motivo della scala, come un ripetuto suono di campane della chiesa, non coincide mai con il ritmo naturale del valzer: è la tripla battuta del valzer contro le quattro del motivo della campana. Quando il motivo della campana non è nel basso, lo si trova altrove, negli acuti, dopo aver cambiato posto con un brillante passaggio di terzine ora nei bassi. Quando la musica si ferma, è un richiamo all'attenzione alla poesia recitata.
La melodia vigorosa simile al valzer di Elgar è memorabile, è in effetti una canzone senza parole e la sua orchestrazione perfettamente appropriata. Sia le parole sia la musica sono potenti e il lavoro ha un notevole successo grazie al contrasto e al supporto reciproco.

## Versi
Le parole originali sono in francese, con la traduzione inglese di Tita Brand.

La recitazione inizia dopo un'introduzione orchestrale.
SING, BELGIANS, SING
Although our wounds may bleed,
Although our voices break,
Louder than the storm, louder than the guns,
Sing of the pride of our defeats
'Neath this bright Autumn sun,
And sing of the joy of honour
When cowardice might be so sweet.
[with the orchestra]
To the sound of the bugle, the sound of the drum,
On the ruins of Aerschot, of Dinant, and Termonde,
Dance, Belgians, dance,
[alone]
And our glory sing,
Although our eyes may burn,
Although our brain may turn,
Join in the ring!
[orchestra]
[alone]
With branches of beech, of flaming beech,
To the sound of the drum,
We'll cover the graves of our children.
[orchestra]
[alone]
We'll choose a daylike this
When the poplars tremble softly
In the breeze,
And all the woods are scented
With the smell of dying leaves,
That they may bear with them beyond
The perfume of our land.
[orchestra]
[with the orchestra]
We'll ask the earth they loved so well,
To rock them in her great arms,
To warm them on her mighty breast,
And send them dreams of other fights,
Retaking Liège, Malines,
Brussels, Louvain, and Namur,
[alone]
And of their triumphant entry, at last,
In Berlin!
[orchestra]
[alone]
Sing, Belgians, Sing!
Although our wounds may bleed, although our voices break,
Louder than the storm, louder than the guns,
Although our wounds may bleed, although our hearts may break,
Sing of hope and fiercest hate,
'Neath this bright Autumn sun.
Sing of the pride of charity
When vengeance would be so sweet.
[orchestra to end]»
CHANTONS, BELGES, CHANTONS,
Même si les blessures saignent, même si la voix se brise,
Plus haut que la tourmente, plus fort que les canons,
Chantons l'orgueil de nos défaites,
Par ce beau soleil d'automne,
Et la joie de rester honnêtes
Quand la lâcheté nous serait si bonne.
[avec l'orchestre]
Au son du tambour, au son du clairon,
Sur les ruines d'Aerschot, de Dinant, de Termonde,
Dansons, Belges, dansons,
[seule]
En chantant notre gloire,
Même si les yeux brûlent,
Si la tête s'égare,
Formons la ronde!
[l'orchestre]
[seule]
Avec des branches de hêtre, de hêtre flamboyant,
Au son du tambour,
Nous couvrirons les tombes de nos enfants.
[l'orchestre]
[seule]
Nous choisirons un jour,
Comme celui-ci.
Où les peupliers tremblent doucement
Dans le vent,
Et où l'odeur des feuilles mortes
Embaume les bois,
Comme aujourd'hui,
Afin qu'ils emportent
Là-bas
Le parfum du pays.
[l'orchestre]
[avec l'orchestre]
Nous prierons la terre qu'ils ont tant aimée
De les bercer dans ses grands bras,
De les réchauffer sur sa vaste poitrine
Et de les faire rêver de nouvaux combats:
De la prise de Bruxelles, de Malines,
De Namur, de Liège, de Louvain,
[seule]
Et de leur entrée triomphale, là-bas,
A Berlino!
[l'orchestre]
[seule]
Chantons, Belges, chantons,
Même si les blessures saignent, et si la voix se brise,
Plus haut que la tourmente, plus fort que les canons,
Même si les blessures saignent, même si le coeur se brise,
Chantons l'espoir et la haise implacable,
Par ce beau soleil d'automne,
Et la fierté de rester charitables
Quand la Vengeance nous serait si bonne!
[l'orchestre jusqu'à la fin]»

## Incisioni
- Elgar: War Music Richard Pascoe (narratore), Barry Collett (direttore), Rutland Sinfonia.
- Il CD col libro Oh, My Horses! Elgar and the Great War[7] ha molte registrazioni storiche tra cui due di Carillon: una registrazione del 1915 con Henry Ainsley (narratore) e l'orchestra diretta da Elgar e una registrazione del 1975 con Alvar Lidell e la Kensington Symphony Orchestra diretta da Leslie Head.